# La Fontana de Oro (fonda)
La Fontana de Oro fue una fonda y luego café que existió desde finales del siglo xviii en Madrid. Se encontraba situada en la esquina de la carrera de San Jerónimo con la Victoria. Fue inmortalizada literariamente por Benito Pérez Galdós en su novela de igual título (La Fontana de Oro). El café fue lugar de reunión de la España liberal y sede de una sociedad patriótica durante el Trienio Liberal (1820-1823).

## De posada de caballeros a fonda de embajadores
Al parecer, mediado el siglo xviii sólo había tres grandes fondas en Madrid, La Cruz de Malta, la Fonda de San Sebastián y esta Fontana de Oro, que poco antes figuraba como Posada de Caballeros, regida por un veronés, de nombre Giuseppe Barbazan.
Durante Trienio Liberal, la Fontana se convirtió en uno de los púlpitos progresistas, quedando noticia de la presencia en ella de grandes oradores como Antonio Alcalá Galiano. Así la describe Benito Pérez Galdós en su primera novela publicada, y titulada con el mismo nombre del histórico establecimiento. Con la llegada a Madrid el 24 de mayo de 1823 de los Cien Mil Hijos de San Luis en socorro de Fernando VII, la ejecución pública de Riego, líder liberal y defensor de la Constitución, la sangrienta masacre que lo acompañó y la huida de Alcalá Galiano fuera del país, la Fontana volvió a su función de fonda para viajeros.

### Escenario galdosiano
Emprendiendo la escritura de la fue su primera novela publicada, Galdós, al inicio del capítulo II, la dibujó así:

En la Fontana es preciso demarcar dos recintos, dos hemisferios: el correspondiente al café y el correspondiente a la política. En el primer recinto había unas cuantas mesas destinadas al servicio. Más al fondo, y formando un ángulo, estaba el local en que se celebraban las sesiones. Al principio, el orador se ponía en pie sobre una mesa, y hablaba; después, el dueño del café se vió en la necesidad de construir una tribuna... Por último, se determinó que las sesiones fueran secretas, y entonces se trasladó el club al piso principal. Los que abajo hacían el gasto, tomando café o chocolate, sentían en los momentos agitados de la polémica un estruendo espantoso en las regiones superiores..., temiendo que se les viniera encima el techo, con toda la mole patriótica que sustentaba...
La Fontana de Oro, Benito Pérez Galdós

### El Hotel de Monier

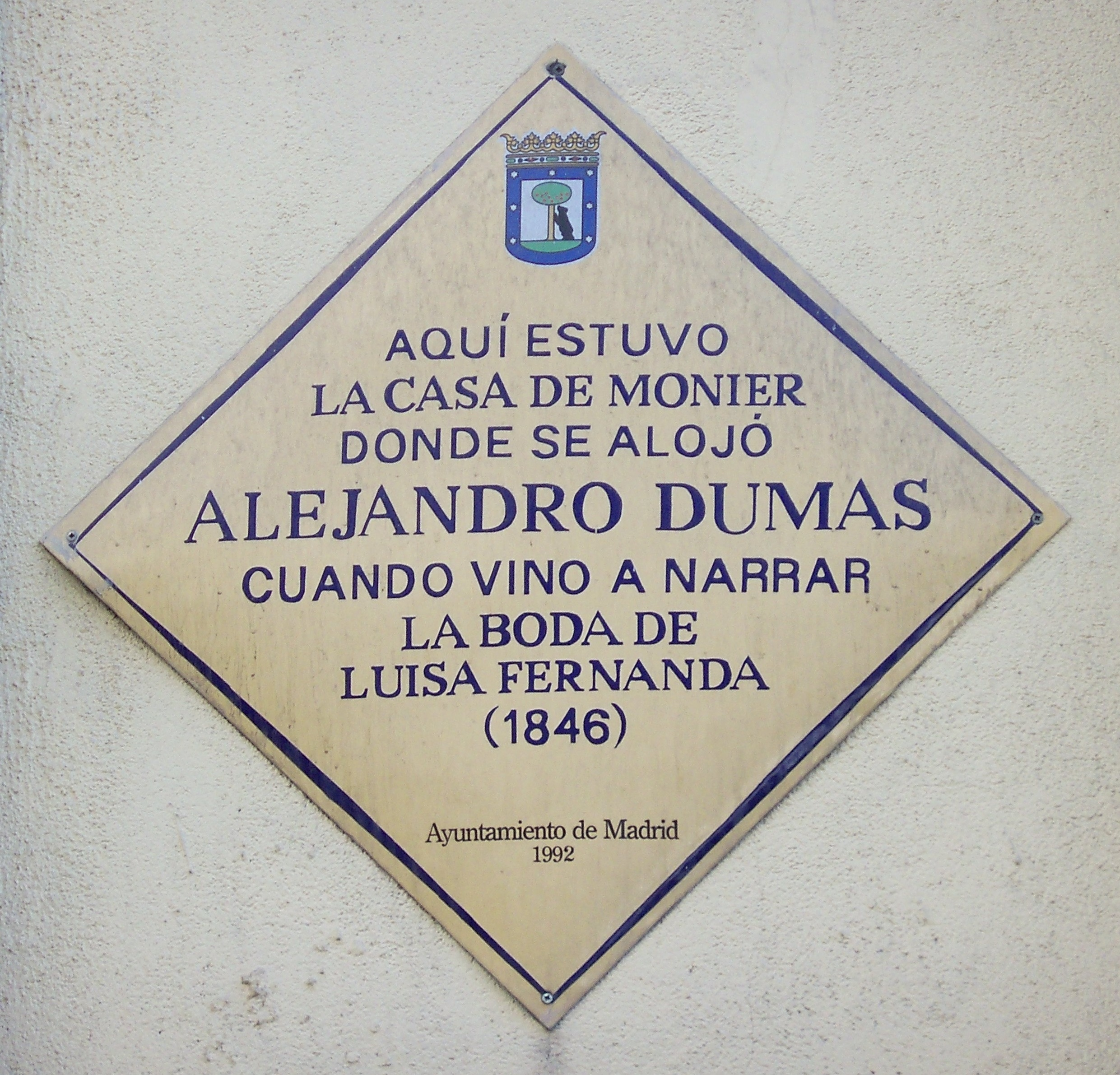
Placa a la altura del número 10 de la Carrera de San Jerónimo, recordando la estancia de los Dumas, padre e hijo, en el Hotel de Monier, a su paso por Madrid en 1846, de paso para Argelia.

En 1843 la vieja Fontana fue adquirida, junto con las fincas adjuntas, por el súbdito francés Casimir Monier, empresario innovador que ya antes había abierto librería y un local de baños. El nuevo complejo hostelero que tomó el nombre de Hotel de Monier pero que siguió conociéndose con su nombre antiguo, aparecía en el Hand-Book for Travellers in Spain (1845) de John Murray así descrita: «La afamada Fontana de Oro, durante mucho tiempo el mejor hotel de Madrid, y entre los peores de Europa, ha sido transformada en un establecimiento para baños, alojamiento y salas de lecturas».
En 1859, en el solar de la finca que ocupó la Fontana se construyó un nuevo hotel —luego desaparecido también—, la Fonda de los Embajadores que, en una evolución de categoría ascendente, acabó llamándose Gran Hôtel de los Embajadores.

### Fantasma del pasado
A finales del siglo XX, un «pub» de estilo irlandés abrió sus puertas con el nombre del antiguo café y fonda en el lugar aproximado en el que estuvo la Fontana. Junto al luminoso que lo anuncia, dos placas conmemorativas lo recuerdan, una del Ayuntamiento madrileño y otra, en mármol, en memoria de la novela de Galdós.

## Viajeros europeos
De los datos recogidos en sus libros de viajes por España, pueden citarse aquí algunos de los más o menos ilustres viajeros que dejaron en sus páginas recuerdo o noticia de La Fontana de Oro entre la segunda mitad del siglo XIX y el segundo cuarto del siglo XIX:
- En 1760, Edward Clarke, capellán británico, estimó que la Fontana de Oro era la «única fonda tolerable» de todo Madrid.[nota 4][2]

- Víctor Aimé Huber que llegó en 1822, en pleno apogeo del Trienio Liberal.[5]

- Arthur de Capell-Brooke, el creador del club británico Raleigh, luego Real Sociedad Geográfica, huésped en 1826, describía el ambiente del café de la Fontana de Oro en estos términos: «Es capaz de albergar unos cien holgazanes, que en horas de ocio, que en España no están muy definidas, están muy ocupados haciendo nada, esto quiere decir, bebiendo limonada, fumando puros y jugando a la política.»[6]

- Alexander S. Mackenzie, exmarino, viajero e hispanista estadounidense, que estudió la vida cotidiana de Madrid durante tres de los siete meses que permaneció en España en 1827, y que recogió luego en su libro A year in Spain by a young American,[7] libro que fue prohibido en España por calumnias al rey Felón.[nota 5]

- El diplomático inglés Henry Southern, duro y probablemente justificado crítico de la hostelería madrileña de 1835, tras hacer una descorazonadora descripción de su cama en La Fontana de Oro, concluye que «ni siquiera Macbeth podría dormir con tanta inquietud como los que están expuestos a las garras de un activo, vigilante y experimentado bicho de Madrid. La ciudad en general es célebre por ellos y las fondas se enorgullecen de tener los peores».[8]

## Asociaciones
- Los Amigos del Orden, beligerante sociedad patriótica entre 1820 y 1823.[9]